# Vlagyimir Mihajlovics Komarov
Vlagyimir Mihajlovics Komarov, oroszul: Влади́мир Миха́йлович Комаро́в (Moszkva, 1927. március 16.  – Orszk közelében, 1967. április 24.) szovjet-orosz berepülőpilóta, űrhajós, mérnök, tudós.

## Életpálya

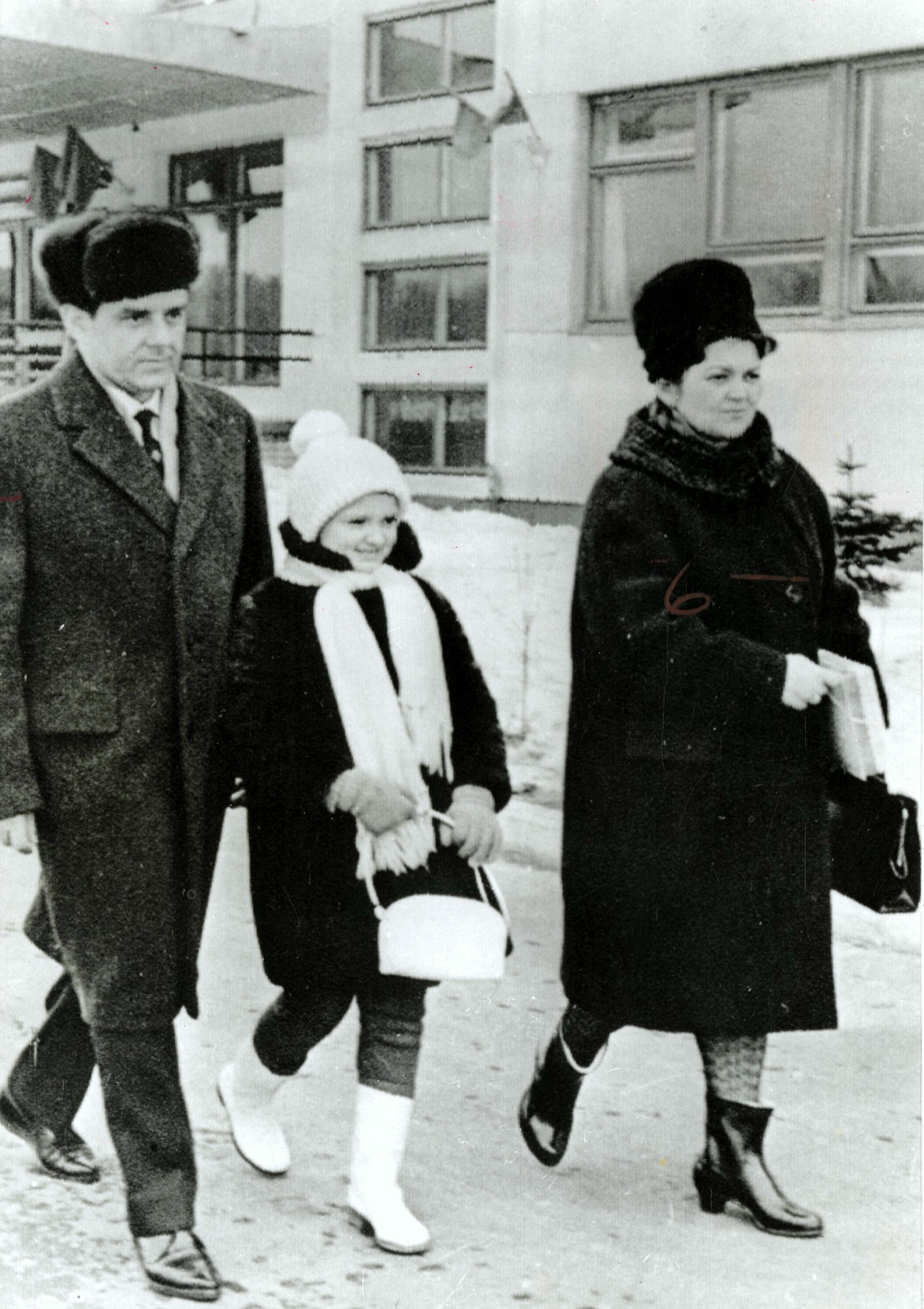
Komarov a lányával, Irinával és feleségével, Valentyinával

1949-től repülőtiszt. 1959-ben a Zsukovszkij Akadémián repülőmérnöki képesítést szerzett. 1960. március 7-től részesült űrhajóskiképzésben. Összesen 2 nap, 3 óra és 4 percet töltött a világűrben. Küldetését követően, visszatérés közben halt meg, 1967. április 24-én.

## Űrrepülések
- 1964-ben a Voszhod–1 volt a szovjet űrprogram első többszemélyes űrrepülése, melyet a Voszhod űrhajóval hajtottak végre. A program résztvevői: Komarov tudós (parancsnok), K. P. Feoktyisztov tudományos munkatárs és B. B. Jegorov orvos.
- 1967-ben a Szojuz–1 volt a Szojuz-program első pilótás űrrepülése. A repülést sok meghibásodás kísérte (napelem-, hajtómű-hiba), de a tragédiát az okozta, hogy a visszatéréskor nem nyíltak ki az ejtőernyők, és az űrhajó nagy sebességgel (50 m/s) csapódott a földbe. Az asztronauta azonnal meghalt, és a keletkező tűzben a holtteste elégett. A világsajtóban elterjedt híresztelésekkel szemben az utolsó szavai nyugodtak voltak, és nem utaltak a közelgő tragédiára[1][2]

### Tartalékosként
- 1962-ben a Vosztok–4 tartalék űrhajósa volt.

## Kitüntetések és emlékezete
- Kétszer kapta meg a Lenin-rendet.
- A katasztrófa helyszínén – az Orenburgi területen – tiszteletére gránit emlékművet emeltek.
- Emlékére a Hold túlsó oldalán krátert neveztek el.
- Az 1836-os aszteroidát nevére keresztelték.
- Komarov földi maradványait a Kreml falában helyezték örök nyugalomra.

## Magánélete
Felesége Valentyina Jakovleva Komarova (sz. Kiszeljova) történész, filológus és könyvtáros (1929–1995), akivel 1950-ben házasodtak össze. Fiuk, Jevgenyij 1951-ben, lányuk, Irina 1958-ban született.